# Tennis Masters Cup 2003 – mužská dvouhra
Soutěže mužské dvouhry na houstonském Tennis Masters Cupu 2003 se zúčastnilo osm nejlepších tenistů v klasifikaci žebříčku ATP. Soutěž dvouhry poprvé vyhrál Švýcar Roger Federer ze Švýcarska.
Jako třetí nasazený Federer na úvod porazil Andreho Agassiho 6–7, 6–3 a 7–6. Debutové vítězství v kariéře si připsal na úkor Nalbandiana po jednoznačném průběhu 6–3, 6–0, když předchozí čtyři vzájemné střetnutí prohrál. V posledním zápase základní fáze prodloužil šňůru výher zdoláním světové dvojky Juana Carlose Ferrera. Do semifinále nastupoval proti prvnímu hráči světové klasifikace a úřadujícímu šampiónu z US Open Andymu Roddickovi, jehož přehrál 7–6, 6–2. Ve finále pak podruhé za sebou porazil Agassiho, šampiona Turnaje mistrů 1990, bez ztráty sady 6–3, 6–0 a 6–4.

## Nasazení hráčů
1. Andy Roddick (semifinále)
2. Juan Carlos Ferrero (základní skupina)
3. Roger Federer (vítěz)
4. Guillermo Coria (základní skupina)
5. Andre Agassi (finále)
6. Rainer Schüttler (semifinále)
7. Carlos Moyà (základní skupina)
8. David Nalbandian (základní skupina)

## Soutěž
| Legenda                                                       |                                                                        |                                                   |
| - Q – kvalifikant - WC – divoká karta - LL – šťastný poražený | - Alt – náhradník - SE – zvláštní výjimka - PR/SR – žebříčková ochrana | - w/o – bez boje - r – skreč - d – diskvalifikace |

### Finálová fáze
|  | Semifinále | Semifinále       | Semifinále    | Semifinále | Semifinále |   |               | Finále       | Finále | Finále | Finále | Finále |
|  |            |                  |               |            |            |   |               |              |        |        |        |        |
|  | 6          | Rainer Schüttler | 7             | 0          | 4          |   |               |              |        |        |        |        |
|  | 5          | Andre Agassi     | 5             | 6          | 6          |   |               |              |        |        |        |        |
|  | 5          | Andre Agassi     | 5             | 6          | 6          |   | 5             | Andre Agassi | 3      | 0      | 4      |        |
|  |            |                  |               |            |            |   | 5             | Andre Agassi | 3      | 0      | 4      |        |
|  |            | 3                | Roger Federer | 6          | 6          | 6 |               |              |        |        |        |        |
|  | 3          | 3                | Roger Federer | 6          | 6          | 6 | Roger Federer | 7            | 6      |        |        |        |
|  | 3          |                  |               |            |            |   | Roger Federer | 7            | 6      |        |        |        |
|  | 1          | Andy Roddick     | 62            | 2          |            |   |               |              |        |        |        |        |

### Červená skupina
|    |                  | Roddick                 | Coria              | Schüttler               | Moyá          | Zápasy | Sety | Hry   | Pořadí |
| 1. | Andy Roddick     |                         | 6–3, 6–7(3–7), 6–3 | 6–4, 6–7(4–7), 6–7(3–7) | 6–2, 3–6, 6–3 | 2–1    | 5–4  | 51–42 | 2.     |
| 4. | Guillermo Coria  | 3–6, 7–6(7–3), 3–6      |                    | 3–6, 6–4, 2–6           | 6–2, 6–3      | 1–2    | 4–4  | 36–39 | 3.     |
| 6. | Rainer Schüttler | 4–6, 7–6(7–4), 7–6(7–3) | 6–3, 4–6, 6–2      |                         | 5–7, 4–6      | 2–1    | 4–4  | 43–42 | 1.     |
| 7. | Carlos Moyà      | 2–6, 6–3, 3–6           | 2–6, 3–6           | 7–5, 6–4                |               | 1–2    | 3–4  | 29–36 | 4.     |

Pořadí bude určeno na základě následujících kritérií: 1) počet vyhraných utkání; 2) počet odehraných utkání; 3) vzájemný poměr utkání u dvou hráčů se stejným počtem výher; 4) procento vyhraných setů, procento vyhraných her u třech hráčů se stejným počtem výher, poté poměr vzájemných utkání 5) postavení na žebříčku ATP.

### Bílá skupina
|    |                     | Ferrero       | Federer                 | Agassi                  | Nalbandian           | Zápasy | Sety | Hry   | Pořadí |
| 2. | Juan Carlos Ferrero |               | 3–6, 1–6                | 6–2, 3–6, 4–6           | 3–6, 1–6             | 0–3    | 1–6  | 21–38 | 4.     |
| 3. | Roger Federer       | 6–3, 6–1      |                         | 6–7(3–7), 6–3, 7–6(9–7) | 6–3, 6–0             | 3–0    | 6–1  | 43–23 | 1.     |
| 5. | Andre Agassi        | 2–6, 6–3, 6–4 | 7–6(7–3), 3–6, 6–7(7–9) |                         | 7–6(12–10), 3–6, 6–4 | 2–1    | 5–4  | 46–48 | 2.     |
| 8. | David Nalbandian    | 6–3, 6–1      | 3–6, 0–6                | 6–7(10–12), 6–3, 4–6    |                      | 1–2    | 3–4  | 31–32 | 3.     |

Pořadí bude určeno na základě následujících kritérií: 1) počet vyhraných utkání; 2) počet odehraných utkání; 3) vzájemný poměr utkání u dvou hráčů se stejným počtem výher; 4) procento vyhraných setů, procento vyhraných her u třech hráčů se stejným počtem výher, poté poměr vzájemných utkání 5) postavení na žebříčku ATP.